# Les Fleuristes (web-série)
 (septembre 2020).
Pour l’article homonyme, voir Les Fleuristes.
Les Fleuristes est une web-série québécoise en six épisodes d'environ 10 minutes mise en ligne sur le site de TV5-Unis et depuis l'hiver 2021 sur Télé-Québec.
Elle raconte l'histoire d'un jeune québécois fils de père tunisien et de mère québécoise dont le rêve est de devenir humoriste. Sa trame narrative mise sur l’incompréhension mutuelle des deux personnages principaux, ce jeune et son oncle qui sont forcés de travailler ensemble.

## Synopsis
Walid Bensalem rêve de faire sa marque dans le monde du spectacle, mais il vit un début de carrière difficile. L’apprenti humoriste accepte donc de travailler pour son oncle Akmar. Immigrant magrébin installé à Montréal, celui-ci a la réputation d’être un des meilleurs fleuristes de la ville. À la recherche d’une relève pour reprendre sa boutique, il engage son neveu Walid. Walid n’a pas le choix d’accepter l’offre de son oncle, mais il n’abandonnera pas ses idées de grandeur. Il fait tout pour signer une entente avec la meilleure gérante d’artistes du Québec. Les différences entre Walid et Akmar donneront lieu à des confrontations entre les valeurs traditionnelles de l’oncle et les ambitions du neveu. Au fil du temps, ils surmonteront leurs différences et s’uniront de manière inattendue.

## Fiche technique
- Idée originale : Maxime Pouliot
- Scénario : Nicolas Krief
- Réalisation : Maxime Pouliot
- Producteur : Patrick Bilodeau

## Distribution
- Anas Hassouna
- Said Benyoucef
- Macha Limonchik
- Maude Landry
- Sylvie Potvin
- Francisco Randez
- Dino Tavarone
- Maryeva Métellus
- Luc Lopez
- Reda Saoui
- Tommy Joubert
- Gabriel Morin
- Richardson Zéphir
- Mehdi Agnaou
- Charles Gaudreau
- Maryse Ouellet
- Martin Boily
- Vaïna Cécile Crèvecoeur
- Noah Kee'Yan Crèvecoeur
- Patrice Masse
- Angèle Lamontagne
- Louis-Philippe Champagne
- Simon Dagenais
- Nicole Paquette
- Jean-Claude Charron

### Thèmes
Le thème de l’immigration et de l’héritage familial est au cœur de la série. Walid représente la seconde génération d’immigrants; il est né dans la culture nord-américaine, alors qu’Akmar vient d'un contexte moins facile et s’est bâti une vie à Montréal à partir de rien. La série nous montre comment les deux personnages s’apprivoisent peu à peu en travaillant ensemble, amenant Walid à mieux connecter avec ses racines et Akmar à comprendre les préoccupations de son neveu. Les créateurs disent avoir fait la série en souhaitant que les communautés culturelles du Québec puissent s’y reconnaitre.
Le scénariste Nicolas Krief est lui-même fils d’un immigrant tunisien. Il a puisé dans la complexité de son expérience d'immigrant de deuxième génération et de sa relation avec sa famille pour construire le scénario. « Pour moi, c’était une manière de parler de cette réalité, des immigrants de deuxième génération, et aussi des métis », dit le scénariste. L’acteur Anas Hassouna a aussi pu y ajouter son grain de sel.
Les autres thèmes de la série concernant les aléas de la vie professionnelle dans le monde du spectacle et les petits entrepreneurs qui peinent à assurer une relève pour leur entreprise.
Tous ces thèmes sérieux sont abordés avec humour, sur un ton léger et « légèrement baveux ».

## Épisodes
1. J’ai un deal pour toi
2. Bienvenue au Canada
3. Va jouer avec le compost
4. Plus personne fait des démos
5. T’es nouveau toi
6. Je prends 40 %

## Distinctions

### Prix
Meilleur acteur dans un rôle de soutien pour Said Benyoucef, Melbourne Webfest

### Nominations
- Meilleure comédie internationale, Melbourne Webfest[6]
- Meilleur scénario pour Nicolas Krief, Melbourne Webfest[6]